# Viêm tuyến vú
Viêm tuyến vú hay viêm vú, viêm tuyến sữa là một bệnh nhiễm trùng các mô vú gây đau ngực, sưng, nóng và đỏ vú. Khi bị viêm vú cũng có thể bị sốt và ớn lạnh. Phổ biến nhất ở phụ nữ cho con bú, tuy nhiên vẫn có thể xảy ra ở người không cho con bú. Cứ 3 phụ nữ đang cho con bú thì có một người bị viêm vú.
Trong hầu hết các trường hợp, bệnh viêm vú xảy ra trong vòng vài tháng đầu sau khi sinh, nhưng cũng có thể xảy ra trong quá trình nuôi con bằng sữa mẹ. Các triệu chứng có thể cảm thấy như mệt mỏi và kiệt sức, gây khó khăn cho việc chăm sóc em bé. Tuy nhiên vẫn có thể tiếp tục cho con bú khi bị viêm vú.

## Triệu chứng
Với bệnh viêm vú, các dấu hiệu và triệu chứng có thể xuất hiện đột ngột như:
- Đau vú hoặc ấm khi chạm vào
- Thường cảm thấy khó chịu
- Sưng vú
- Đau hoặc cảm giác nóng rát liên tục hoặc trong khi cho con bú
- Đỏ da
- Sốt 101ᵒ F (38,3ᵒ C) hoặc cao hơn
- Mặc dù bệnh viêm vú thường xảy ra trong vài tuần đầu tiên cho con bú nhưng nó vẫn có thể xảy ra bất cứ lúc nào trong thời gian cho con bú. Viêm vú cho con bú có xu hướng ảnh hưởng đến một vú – không phải cả hai vú.

## Nguyên nhân

### Ống dẫn sữa bị tắc
Tắc ống dẫn sữa làm sữa bị lưu lại và gây ra nhiễm trùng vú.

### Vi khuẩn xâm nhập
Vi khuẩn trên bề mặt da của mẹ và miệng của em bé có thể đi vào đường sữa thông qua vết nứt hoặc vết rạn ở da của núm vú hay qua một lỗ của ống dẫn sữa. Vi khuẩn có thể nhân lên, dẫn đến nhiễm trùng. Các vi khuẩn này không gây hại cho em bé.

### Yếu tố nguy cơ
- Cho con bú trong thời gian vài tuần đầu tiên sau khi sinh con
- Núm vú bị đau hoặc nứt
- Chỉ sử dụng một vị trí cho con bú, có thể không hoàn toàn thoát vú của bạn
- Mặc một áo ngực chật, hạn chế lưu lượng sữa
- Mệt mỏi
- Nếu đã có tiền sử viêm vú có nhiều khả năng sẽ bị lại một lần nữa

## Biến chứng
Có thể hình thành một áp xe bên trong một phần vú bị nhiễm trùng. Xảy ra ít hơn một trong 100 trường hợp bị viêm vú. Áp xe là một vùng tụ mủ, màu đỏ, có thể nhìn thấy bằng siêu âm.

## Chẩn đoán
Chẩn đoán chủ yếu dựa trên khám lâm sàng với các dấu hiệu và triệu chứng như sốt, ớn lạnh, đau vú.
Ngoài ra, có một dạng hiếm của bệnh ung thư vú- bệnh ung thư vú viêm- cũng có thể gây tấy đỏ và sưng, rất dễ nhầm với bệnh viêm vú. Khi đó cần chụp quang tuyến vú và sinh thiết vú để chẩn đoán chính xác.

## Điều trị

### Kháng sinh
Điều trị viêm vú đòi hỏi một đợt dùng từ 10-14 ngày kháng sinh. Sau khi dùng 24-48 giờ sẽ cảm thấy khỏe lại và nhất là giảm thiểu nguy cơ tái phát bệnh.

### Thuốc giảm đau
Trong khi đợi thuốc kháng sinh có hiệu lực, có thể dùng thuốc giảm đau nhẹ như acetaminophen hay ibuprofen...

### Điều chỉnh lại cách cho con bú
Làm sạch vú trong thời gian cho con bú, xem xét lại kỹ thuật cho con bú hay tới bác sĩ để được tư vấn.

### Tự chăm sóc
Nghỉ ngơi, tiếp tục cho con bú và uống nước bổ sung để giúp cơ thể chống lại nhiễm trùng vú.
Nếu bệnh không giảm sau khi uống thuốc kháng sinh, phải tới bác sĩ để được kiểm tra lại.

### Dự phòng
- Hoàn toàn thoát sữa từ ngực khi cho con bú.
- Để trẻ bú rỗng hết một bên vú trước khi chuyển sang vú bên kia.
- Cho bé bú luân phiên mỗi vú trong mỗi lần cho ăn.
- Thay đổi vị trí cho con bú.
- Không để bé sử dụng vú như một núm vú giả.